# Zgodovina slovenskega besedotvorja
Slovensko besedotvorje se je začelo obravnavati leta 1811, ko je začela izhajati Vodnikova slovnica. Delimo ga na tri obdobja:
- Obdobje slovensko-nemške normativne protistave
- Oblikovno-pomensko (analitično) obdobje
- Skladenjskopomensko (sintetično) obdobje

## Obdobje slovensko-nemške normativne protistave
To obdobje se je začelo z izhajanjem Vodnikove slovnice (1811) in je trajalo do Miklošičeve primerjalne slovnice slovanskih jezikov (Primerjalno besedotvorje slovanskih jezikov (1875)) oz. do 1858, ko se Miklošič predava na dunajski stolici za slovanske jezike.
V tej fazi so zloženke skupaj z izpeljankami obravnavane samo v slovnicah (v poglavju o besedotvorju), torej je besedotvorna teorija omejena na dve besedotvorni vrsti: na izpeljevanje in zlaganje. Normativnost slovenskih zloženk izhaja v veliki meri vse do Miklošiča iz kontrastivnega razmerja z nemškimi zloženkami. Takšna izbira nemščine kot orientacijskega jezika je pogojena sociolingvistično in jezikovnostrukturno, saj je zlaganje v nemščini najpogostejši in v smislu sistemske skladenjske podstave temeljni besedotvorni postopek. V slovenščini pa je nadomestljiv z izpeljavo ali kakršnokoli besedno zvezo.
Slovenska slovnica A. Janežiča (1854) obravnava tvorjenje besed skupaj z oblikoslovjem (samostalniška, pridevniška in zaimenska besedna vrsta). Pri tem pa se kaže na sistemsko nerazločevanje morfemskih vlog, saj se pri obrazilnih morfemih tako ne ločijo slovarski (obrazilni) morfemi in skladenjski (končniški) morfemi.

## Oblikovno-pomensko (analitično) obdobje
Oblikoslovno-pomensko obdobje temelji na znanstvenem raziskovanju tvorjenk. Za miklošičevsko obdobje sta značilni dve metodološki smeri: znanstvenoanalitična ter poljudno in praktično uporabna. Pri znanstvenoanalitični gre za etimološko primerjalnost iz slovanskih jezikov, starocerkvenoslovanščine in indoevropeistike. Pobudnik te smeri je bil Fran Miklošič. Pri poljudno in praktično uporabni smeri gre za normativno varianto njegovih znanstvenih prizadevanj, uresničevana z Levstikovimi idejami v Napakah slovenskega pisanja, kjer je poudarek še zlasti na zloženkah.
Leta 1944 Anton Breznik objavi razpravo Zloženke v slovenščini. Med sinhronimi merili so, od Miklošičeve razprave, ostala nespremenjena tista, ki definirajo zložensko in sklopno besedotvorno vrsto. Ostaja delitev na eni strani na izpeljevanje in na drugi na zlaganje, sklapljanje, sestavljanje, izpeljevanje iz predložnih zvez.
Leta 1952 izide razprava o zloženkah Antona Bajca. V tej razpravi je več diahronih meril kot pri Brezniku. V Bajčevi razpravi se pojavlja tudi Miklošičeva primerjava s tvorjenostjo posameznih skupin v drugih slovanskih jezikih, ki se ponavlja tudi že v Breznikovi razpravi. Kar se tiče sinhronih delitvenih meril, postane pri Bajcu eno bistvenih delitvenih meril pomen. Sinhrona merila omeji glede na površinsko strukturo zloženke, kjer se mu zdi pomembno zlasti prisotnost oz. neprisotnost medpone in mesto v morfemskem zaporedju tvorjenke. Prav tako sinhrona kot tudi diahrona merila pa so pri Bajcu podana brez jasnejšega utemeljevanja. Bajec pa uveljavi merilo jezikovnega čuta kot delitvenega in utemeljevalnega, kar je pomenilo vsaj delni premik jezikoslovja z logično spoznavnega območja na območje občutka.

## Skladenjskopomensko (sintetično) obdobje
To obdobje se povezuje z Breznikovo razpravo Zloženke v slovenščini, ki jo odlikuje moderen strukturalni pristop, saj členitev zloženk, ki so nastale iz glagola, temelji na prisojanju, vezavi ali primiku.
Breznik v svojem članku ugotavlja, da slovenščina nima toliko zloženk kot drugi slovanski jeziki, denimo ruščina ali takratna srbohrvaščina; zloženke imamo v slovenščini predvsem v krajevnih in osebnih imenih. Od ostalih slovanskih jezikov naj bi se razlikovala tudi po tem, da ne dela več novih zloženk, razen pri najpreprostejših vrstah, pa še tu jih umetno tvorijo pisci. Težava zloženk je (bila) tudi v tem, da med jezikoslovci ni enotnosti v izrazih, zato so za iste vrste v uporabi različna imena, npr. determinativne, posesivne, atributivne, kopulativne itd. Težava razčlenitve zloženk naj bi obstajala tudi v ostalih indoevropskih jezikih.
V sestavi ločimo sklop in zloženko v ožjem pomenu besede. Sklop je spojitev dveh ali več izrazov, pri čemer ohranijo vsi členi svojo obliko in naglas. V zloženki izgubita oba člena svojo samostojnost in postaneta enotna tvorba z enim naglasom.
Za sklope je značilno, da se lahko njihovi členi rabijo ločeno. Sklopi se pogosto pojavljajo v osebnih imenih (npr. priimek Kumerdej iz Nikomurnedaj, Stopistran iz Stopi na stran). Pravi, da Miklošič pravilno šteje med primere sklopa tudi sestavljenke, katerih prvi člen je imperativ (kot zglede našteje potrihiš – zapravljivec, kuripečič – iz kuri peč), dodaja pa, da je namesto spojnega vokala i v drugih jezikih pogosto nastopil o (vrtoglav). Zatem navaja Vondraka, ki pravi, da so sklopi sestavljenke, ki imajo očitno obliko imperativa in dvojen naglas; če tega nimajo, so zloženke. Za slovenščino je gotovo, da imajo primeri z o samo en naglas in jih moramo šteti med zloženke, primere z i pa med sklope. V slovenščini nimamo veliko primerov z imperativom, večinoma gre za nove in umetne tvorbe (npr. kažipot – prevzeto iz hrvaščine). Številni so sklopi z imperativom v osebnih imenih (Stepihleb).
O zloženkah pravi, da se jih da razdeliti na štiri vrste, od tega prve tri obsegajo sintaktične zveze brez glagola (vezalne zloženke, svojstvene zloženke, določilne zloženke), četrta vrsta pa so glagolske zloženke. Vezalne so tiste, v katerih si v priredni zvezi sledita dva istovrstna besedna razpola, dva samostalnika ali dva pridevnika. Svojstvene se delijo na dva razreda: sestava pridevnik in samostalnik ter sestava samostalnik in samostalnik. Številni primeri teh so med osebnimi in krajevnimi imeni. Določilne zloženke se ločijo od drugih po tem, da sta tu oba člena v istem sklonu (imenovalniku) in da prvi člen natančneje določa pomen osnovnega člena, zato jim pravimo določilne. Slovenščina pozna dva razreda teh zloženk: sestava pridevnik in samostalnik in sestava samostalnik in samostalnik.
Glagolske zloženke so zveze glagola z raznimi besednimi razpoli. V sestavi pa je možna tudi nedoločna glagolska oblika. Glagolske zloženke so dveh vrst: glagolska podstava je lahko v prvem ali drugem členu zloženke. 
Jože Toporišič pravi, da gre za poskus pretvorbene povezave skladenjske in morfemske jezikovnostrukturne ravnine. Pri Toporišiču besedotvorje ni proces, ki ga je mogoče razlagati s pretvorbeno-tvorbeno metodo. V Slovenski slovnici (1976) pravi, da je besedotvorje nauk o tvorbi novih besed, nove besede pa delamo iz že danih besed in besednih zvez. Prav tako pa nas besedotvorje uči tvorjene besede razumeti.

## Obravnavanje zloženk v slovenščini skozi zgodovino
V besedotvorju se pojavljata dva pristopa, to sta analitični in sintetični. Analitični pristop ima v središču analizo tvorjenke, sintetični pa besedotvorni postopek. 
- Adam Bohorič v svoji slovnici (1584) zloženke (zanj so to leksemi, ki imajo dva dela in en pomen) razdeli v tri podskupine, na osnovi načina zloženosti in pregibanja: zloženke iz dveh glavnih delov (sklanjajo se v obeh delih), zloženke iz stranskega in glavnega dela (sklanjajo se samo v drugem delu) in zloženke iz stranskih delov (so nesklonljive).

- Marko Pohlin v svojih slovnicah (1768 in 1783) definira zloženke, v razmerju do netvorjenk in izpeljank, kot besede zložene iz dveh besed. Glede na način zlaganja jih deli na: zloženke iz dveh besed (to so samostalniki, ki se pregibajo v obeh delih ali samo v drugem delu in pridevniki) in zloženke s predlogom (to so pridevniki, glagoli, samostalniki, prislovi, vezniki).

- Mihael Zagajšek (Jurij Zelenko) se v svoji slovnici (1791) zgleduje predvsem po Pohlinu.

- Valentin Vodnik v svoji slovnici (1811) zloženke razume podobno kot njegovi predhodniki, mednje pa ni uvrščal stalnih besednih zvez.

- V slovnici (1824) Petra Dajnka so zloženke razdeljene glede na njihovo besedno vrsto na samostalniške in pridevniške. Znotraj tega pa so razdeljene še glede na prvo sestavino. Tako imajo lahko samostalniške zloženke kot prvo sestavino predlog oz. predpono, prislov, zaimek, števnik, pridevnik in samostalnik, pridevniške pa predlog oz. predpono, prislov, zaimek, števnik, pridevnik, samostalnik. Petra Dajnka je med sestavinami zloženk izloči tudi nekatere predpone in tako besedno analizo zloženke približal morfemski.

- Tudi Franc Metelko v svoji slovnici (1825) zloženke razdeli po besednih vrstah, na samostalniške in pridevniške. Pri Metelku se samostalniške zloženke razdelijo še glede na prvo sestavino, ki je lahko predlog, prislov, zaimek ali števnik, pridevnik, samostalnik ali pa glagol. Pridevniške zloženke pa je delil glede ena njihovo prvo sestavino in besedotvorne predhodnike, tako lahko tvorijo zloženi samostalnik, členek ne, predlog in druge besedne vrste. Med tipe zloženk doda izglagolske samostalniške zloženke.

- Anton Janežič, v svoji slovnici (1854), zloženke razdeli podobno, torej glede na besedno vrsto, na samostalniške in pridevniške. Samostalniške je delil naprej, glede na prvo sestavino, na tiste, ki imajo kot prvo sestavino samostalnik in pridevnik (med katerima je medpona -o-), števnik in zaimek, glagol ter predlog in prislov. Pridevniške zloženke pa imajo kot prvo sestavino nikalnico ne, predlog in ostale besedne vrste. Analiza zloženke na manjše enote kot je beseda, je oblikovna (morfemska) analiza zloženke.

- V Napakah slovenskega pisanja (1858), je Fran Levstik natančno razdelil besedotvorne vzorce zlaganja (glede na besedno vrsto jedrne sestavine zloženke in natančneje glede na nejedrno sestavino zloženke). Glede na izvor je zloženke ločil na domače in prevzete. Domači besedotvorni vzorci zlaganja so pri pridevniških izsamostalniških zloženkah, pridevniške izpridevniške in samostalniške izsamostalniške zloženke, samostalniške in pridevniške izglagolske zloženke ter glagolske izglagolske zloženke.

- Anton Janežič je v Slovenski slovnici za domačo in šolsko rabo (1863) po razdelkih obravnaval: 
  - zloženke, sklope in sestavljanke (»Sostava«),
  - samo sklope (»Sostava števnikov«, »Sostava zaimkov«, »Sostava členkov«),
  - sestavljenke in izpeljanke iz predložne zveze (»Sostava s predlogi«).  Podobno kot Levstik je vrste zlaganja razdelil glede na besedno vrsto zloženke:  1) samostalniške zloženke: a) samostalnik + samostalnik → samostalnik (verozakon;    strahopetec) b) samostalnik + glagolski koren → samostalnik (listopad) c) pridevnik + samostalnik → samostalnik (golomraz) č) števnik, zaimek + samostalnik → samostalnik (stoklas, trizob) d) glagol + samostalnik → samostalnik (tresoglav, tresorepka) e) zaimek sam + glagolski koren → samostalnik (samolet);  2) pridevniške zloženke: a) samostalnik + samostalnik → pridevnik (kozorog) b) pridevnik + samostalnik → pridevnik (bosonog) c) glagolski koren + samostalnik → pridevnik (vrtoglav) č) števnik, zaimek, »členek« + samostalnik → pridevnik (enolik) d) samostalnik + pridevnik → pridevnik (glavobolen) e) pridevnik + pridevnik → pridevnik (kratkočasen, lahkoživen) f) števnik, zaimek + pridevnik → pridevnik (četveronožen) g) pridevnik + glagolski koren → pridevnik (malojéd(en)).

- Anton Breznik je zloženke obravnaval v svoji Slovenski slovnici za srednje šole (1916, 1921, 1924, 1934) in v razpravi Zloženke v slovenščini (Ljubljana, 1944). V prvih treh izdajah svoje slovnice je zloženke in sklope obravnaval v poglavju »Sestava«, pri tem pa je:
  - v prvi izdaji k zloženkam (poleg sklopov) štel tudi tvorjenke s predlogi, oziroma predponami, zloženke in sklope je obravnaval v poglavju »Sestava«,
  - v naslednjih treh izdajah tovrstne tvorjenke ločil od zloženk in sklopov.
  - V prvih treh izdajah svoje slovnice (1916, 1921, 1924) je Breznik vrste zlaganja podobno kot Levstik razdelil glede na besedno vrsto zloženke, natančneje pa glede na besedno vrsto sestavin zloženke (oblikovno merilo): 1) zlaganje samostalnikov: a) samostalnik + izglagolski samostalnik (vodotok, rodoljub) b) samostalnik + neizglagolski samostalnik (parobrod) c) pridevnik + (izglagolski, neizglagolski) samostalnik (zlodej, hudodelec; krivoverec) č) števnik, zaimek + (izglagolski, neizglagolski) samostalnik (dvoboj, stoletje, samouk; trizob, samorog) d) glagol + samostalnik (kažipot, Borislav, vrtoglav, tresorepka) e) »členica« + samostalnik (brezdno, križempot, nesreča, praded, prelaz, zapeček) 2) zlaganje pridevnikov (svojstvene zloženke): a) samostalnik + samostalnik (kozonog) b) samostalnik + pridevnik (beloglav); izpeljanke iz zloženk na -en (širokoplečen, krivogleden), -ec (golobradec) c) pridevnik + druga beseda (okrogloličen) č) glagolski koren, deležnik + samostalnik (tresoglav, zvitorep) d) števnik + samostalnik (enookzaimek + samostalnik (samorog, svojeglav; samokolen), »členica/členek« + samostalnik (brezzob). Oblikovno-pomenska in skladenjska analiza zloženke (Miklošič 1875, Šuman 1881, Perušek 1890, Breznik 1934 in 1944, Bajec 1952, Slovenska slovnica 1956) je dopolnitev oblikovne (morfemske) analize zloženk s skladenjsko in pomensko. Za sinhroni analitični vidik sta poleg morfemske analize zloženke značilni skladenjska analiza zloženke glede na stavčnočlenske vloge nejedrne sestavine in pomenska analiza zloženke (pomenski opisi zloženk, besedotvorni pomeni izglagolskih zloženk).

- Fran Miklošič je zloženke in sklope v slovanskih jezikih obravnaval v drugem delu svoje primerjalne slovnice slovanskih jezikov Vergleichende Grammatik der slavischen Sprachen, II. Stammbildungslehre v drugem poglavju »Lehre von der bildung der componierten nominalstämme«. Po Miklošiču je zloženka beseda, zložena iz več besed ali osnov, od katerih vsaj ena sestavina nima svoje prvotne vloge (oblikovno merilo), ter ima en naglas (izrazno merilo). Po teh značilnostih se zloženka (»zusammensetzung«) loči od sklopa (»zusammenrückung«). Zloženka je zložena iz (pomensko) določujoče sestavine (»das bestimmende teil«) in (pomensko) določene sestavine (»das zu bestimmende teil«).  Prvotno zlaganje ima naslednje vrste:  1) priredno (koordinativno) zlaganje (»beiordnende composition«, sti. dvandva):152 a) samostalnik + samostalnik, izpeljanka iz zloženke; b) pridevnik + pridevnik;  2) določilno (determinativno) zlaganje (»determinative composition«): določujoča sestavina določa določeno sestavino: a) pridevnik + samostalnik, izpeljanka iz zloženke; b) samostalnik + samostalnik; c) pridevnik + pridevnik; 3) odvisnostno (dependenčno) zlaganje (»abhängigkeitscomposition«):153 določujoča sestavina je odvisna od določene sestavine, in sicer je v odvisnem sklonu: a) samostalnik + samostalnik (določujoča sestavina stoji v rodilniku; določujoča sestavina stoji v nerodilniškem odvisnem sklonu), izpeljanka iz zloženke; b) samostalnik + pridevnik; c) pridevnik + samostalnik č) pridevnik + pridevnik. Drugotno zlaganje je svojstveno (posesivno) zlaganje (»possessive composition«). Svojstvene zloženke so v primerjavi z ostalimi drugotne, saj je nastale iz (ohranjenih ali neohranjenih) prvotnih zloženk s popridevljenjem in izražajo posestnika predmetnosti, ki jo izraža prvotna zloženka: a) drugotne zloženke, nastale iz določilnih zloženk: pridevnik + samostalnik → pridevnik, izpeljanke iz svojstvenih zloženk; b) drugotne zloženke, nastale iz odvisnostnih zloženk: samostalnik + samostalnik → pridevnik. Zloženka je analizirana podobno kot enostavčna poved: določujoče sestavine zloženke so v podobnem razmerju do določene sestavine in imajo podobne vloge kot besede v stavku, na podlagi česar so definirani posamezni tipi zloženk: a) določujoča sestavina je v prirednem razmerju do določene sestavine, kar je značilno za vezalne (kopulativne) zloženke (brat in sestra); b) določujoča sestavina je v istem sklonu kot določena sestavina (tj. v imenovalniku) in ima vlogo prilastka, kar je značilno za določilne (determinativne) zloženke (konj človek); c) določujoča sestavina je v odvisnem sklonu in ima različne vloge, kar je značilno za odvisnostne (dependenčne) zloženke: osebkov rodilnik (genitivus subiectivus) → osebek (listi padajo), predmetni rodilnik (genitivus obiectivus) → premi predmet (dejati čudo); nerodilniški skloni → nepremi predmet, prislovno določilo.

- Josip Šuman (1836–1908) je v svoji Slovenski slovnici po Miklošičevi primerjalni (Ljubljana, 1881) zloženke obravnaval v poglavju »Tvoritev sostavljenih imen« (str. 253–260). V tem delu gre za aplikacijo Miklošičevih spoznanj s področja slovanskega primerjalnega jezikoslovja na slovenskem gradivu. Prvotno zlaganje se na tipe deli glede na razmerje med sestavinami zloženke:  1) priredno zlaganje (»priredna sostava«) (črno-bel);  2) določilno zlaganje (»pridevna sostava«): a) pridevnik + samostalnik (zlatovranka); b) samostalnik + samostalnik; c) pridevnik + pridevnik (samodruga);  3) odvisnostno zlaganje (»odvisna sostava«): a) samostalnik + samostalnik, ki se notranje deli glede na skladenjsko vlogo sestavin: predmet, ostale vloge (križepotje); b) samostalnik + pridevnik (vragometen); c) pridevnik + samostalnik (samouk); č) pridevnik + pridevnik (samogolten, samopašen). Drugotno zlaganje je svojstveno zlaganje (»posestna sostava«) in je značilno za svojstvene pridevnike, ki so nastali iz prvotnih zloženk siva glava →*sivoglava → sivoglav: a) pridevnik + samostalnik → pridevnik (samorog; izpeljanke iz zloženk samorog → samorogač); b) samostalnik + samostalnik (*psoglav; izpeljanke iz zloženk *psoglav → psoglavec).

- Rajko Perušek (1854–1917) je zloženkam posvetil študijo z naslovom Zloženke v novej slovenščini (Novo mesto, 1890). Podobno kot Josip Šuman je izhajal iz obravnave zloženk v Miklošičevi primerjalni slovnici slovanskih jezikov. Razlikoval je zloženke (»zloženke«) od sklopov (»primaknenke«, »neprave zloženke«). Zlaganje je glede na skladenjsko razmerje med sestavinama zloženke razdelil na priredno in podredno (skladenjsko merilo). Podobno kot sodobniki je poleg imenskega zlaganja obravnaval tudi zlaganje s predlogi oziroma predponami, in sicer predložno zlaganje (»prepozicijonalna kompozicija«) in sestavljanje glagolov (»kompozicija glagolov«). Priredno zlaganje (»parataktovska ali priredna kompozicija«) (dvandva): a) pridevnik + pridevnik (gluhonem, francoskonemšk/i/); b) samostalnik + samostalnik (Srbohrvati, knezoškof).  Podredno zlaganje (»hipotaktovska ali podredna kompozicija«) ima več tipov:  1) določilno zlaganje (»determinativna kompozicija«),  2) odvisnostno zlaganje (»odvisna kompozicija«), 3) svojstveno zlaganje (»posesivna kompozicija«). Peruškovo obravnavanje zloženk temelji na ločevanju med izsamostalniško in izglagolsko jedrno sestavino zloženke (slepovož : samokres), ločevanju med domačim (ljudskim) medponsko-priponskim zlaganjem in prevzetim (knjižnim) medponskim zlaganjemin na zavedanju relativnosti skladenjskih meril delitve zloženk, ki omogočajo več interpretacij (zloženki samorasel, samouk sta lahko določilni ali odvisnostni; zloženka knezoškof je lahko priredna ali odvisnostna).

- Anton Breznik je v četrti izdaji svoje slovnice (1934: 174–176) ločil sklope (»sklopi«) od zloženk (»sestavljenke«) ter zloženke podobno kot pred njim Josip Šuman in Rajko Perušek glede na skladenjsko razmerje med sestavinama zloženke razdelil (skladenjsko merilo) na: 1) priredne zloženke imajo člena v prirednem razmerju (črno-bel, temnosiv); 2) podredne zloženke (»podredno sestavljene besede«). V svoji razpravi Zloženke v slovenščini (1944) je podobno kot v četrti izdaji svoje slovnice ločil sklope (»sklopi«) od zloženk (»zloženke«) ter zloženke razdelil glede na skladenjsko razmerje med sestavinama zloženke (skladenjsko merilo) na naslednje tipe: 1) vezalne zloženke (dvandva) (črno-bel, gluhonem; knezoškof, jugozahod); 2) svojstvene (posesivne) zloženke, 3) določilne (determinativne) zloženke in 4) glagolske zloženke. Anton Breznik je v razpravi o zloženkah (1944) naredil sintezo in nadgradnjo svoje obravnave zloženk v prvih treh in v četrti izdaji svoje slovnice. Združil je skladenjsko merilo in oblikovno merilo delitve zloženk ter jasno ločil skladenjsko razmerje med sestavinama zloženk od besedotvornega pomena zloženke, pri čemer je ločeval med prvotnim besedotvornim pomenom dejanja in iz tega po metatoniji nastalimi besedotvornimi pomeni vršilca dejanja, prostora/mesta dejanja, časa dejanja.

- Anton Bajec (1897–1985) je sklope in zloženke obravnaval v tretjem delu svoje monografije Besedotvorje slovenskega jezika: III. Zloženke (1952), in sicer je tam zloženke razdelil na imenske in glagolske. Imenske zloženke imajo v obeh sestavinah imensko besedno vrsto in se delijo na: vezalne, primerjalne, določilne in svojstvene zloženke. Glagolske zloženke imajo v drugi sestavini glagolski koren, pri čemer ima prva sestavina lahko različne stavčnočlenske vloge: osebek, predmet, prislovno določilo. Pri obravnavi zloženke se je zgledoval po Brezniku (1944), njegovo gradivo pa je obsegalo občna, osebna in zemljepisna lastna imena.

- V Slovenski slovnici (1956, 1964, 1968, 1971), avtorjev Antona Bajca, Rudolfa Kolariča in Mirka Rupla so »sklopi« in »prave zloženke« obravnavani v razdelkih »Zlaganje samostalnikov« in »Zlaganje pridevnikov«. Tam najdemo sintetični pregled tedanjega znanja o zloženkah v slovenskem jezikoslovju. Razdeljene so glede na besedno vrsto (samostalniške in pridevniške zloženke), oboje pa se notranje delijo na: svojstvene zloženke, glagolske zloženke (glagolske zloženke, nastale iz sklopov velelnik + samostalnik, prvotne glagolske zloženke) ter imenske, tudi skladenjske zloženke, ki so nastale iz skladenjske zveze.

- Sinteza in analiza zloženke pomeni sopojavljanje dopolnjujočih se metodoloških pristopov sinteze in analize. Sintetični pristop prikaže sintezo zloženke v besedotvornem postopku zlaganja iz »govorne podstave« (Toporišič) oziroma iz »skladenjske podstave« (Vidovič Muha). Analitični pristop vključuje: oblikovno (morfemsko) analizo zloženke, pomensko analizo zloženke, izrazna analiza zloženke, skladenjskopomenska analiza skladenjske podstave zloženke glede na skladenjska razmerja sestavin, neločevanje med neprevzetimi in prevzetimi zloženkami; omejitev na knjižno jezikovno zvrst.

- Jože Toporišič je zloženke v svoji Slovenski slovnici obravnaval v razdelkih o zlaganju. Obravnava zloženk v četrti izdaji se precej loči od prejšnjih treh. Besedotvorni postopek zlaganja tu temelji na njegovi teoriji besedotvornega algoritma. S tem je v slovensko jezikoslovje uvedel sintetični pristop v besedotvorju. Pri tvorbi zloženk je izhajal iz govorne podstave, iz katere v besedotvornem postopku zlaganja v šestih korakih nastane zloženka. Ti koraki so:

1. izbor govorne podstave (ták, ki gléda čŕno);
2. izbor obrazil: ‑o‑, ‑o‑;
3. izbor polnopomenskih besed kot podstave zloženke (gledati, črno);
4. odvzem slovničnih lastnosti ustrezni polnopomenski besedi (gled‑, črn‑);
5. ustrezna združitev izbranega (črn‑ + ‑o‑ + gled‑ + ‑o‑);
6. poprava morfemskega šiva in postavitev naglasa (črnogléd). Podal je oblikovno analizo zloženk. V prvih treh izdajah slovnice je zloženke razdelil glede na njihovo besedno vrsto (samostalniki, pridevniki, glagol), notranje pa glede na besedno vrsto sestavin (podstave) zloženke: 1) samostalniške zloženke (ena sestavina je glagol; prva sestavina je pridevniška beseda; prva sestavina je glavni števnik ali podoben izraz količine; prva sestavina je samostalnik, druga sestavina ni glagol); 2) pridevniške zloženke (zveza glagola s samostalnikom; zveza samostalniške besede s pridevniško besedo; zveza dveh pridevniških besed); 3) glagolske zloženke, ki so maloštevilne. Strogo je ločil zloženke od izpeljank iz zloženk. Pridevniške zloženke imajo natančno razvezan pomen. Novost je obravnava prevzetih učenih zloženk grško-latinskega izvora (spektroskóp, ortokefálen) ter natančna določitev mesta naglasa in števila naglasov.

- Ada Vidovič Muha je zloženkam posvetila monografijo Slovensko skladenjsko besedotvorje ob primerih zloženk z drugo dopolnjeno izdajo pod naslovom Slovensko skladenjsko besedotvorje. Avtorica zloženko podobno kot ostale tvorjenke razume kot pretvorbo skladenjske podstave (SPo), ki je v večini primerov podredna nestavčna besedna zveza z jedrom (x1) in razvijajočim oziroma dopolnjujočim členom (x2). Pri pretvorbi se predmetnopomenski deli skladenjske podstave pretvorijo v predmetnopomenske sestavine zloženke, skladenjska razmerja pa v obrazilo, pri čemer loči postopek za medponsko-priponske zloženke in medponske podredne zloženke. Podredne zloženke se delijo na zloženke z dvomorfemskim medponsko-priponskim obrazilom (delitev na izglagolske in imenske) in na zloženkez enomorfemskim obrazilom. Izglagolske se delijo glede na vezljivost glagolov v skladenjski podstavi: vezava, prisojanje, primik, zveza s povedkovim prilastkom. Imenske nimajo besedotvorne podstave iz glagola. Glede na pomen samostalnika v skladenjski podstavi se delijo na: sestavinskolastnostne, in vrstne. zloženke z enomorfemskim obrazilom so: z (desnim) samostalniškim neujemalnim prilastkom v skladenjski podstavi, z nadomestnimi (prevzetimi) sestavinami skladenjske podstave, z določujočo sestavino sam‑, s količinskim, razsežnostnim prilastkom v skladenjski podstavi. Priredne zloženke se delijo na: medponsko-priponske zloženke in zloženke z enomorfemskim obrazilom. V monografiji Ade Vidovič Muha temelji obravnava zloženk na »sintetičnem skladenjskopomenskem pretvorbeno-tvorbenem besedotvorju«. Pri sintetičnem pristopu je težišče postopek nastajanja zloženke, ki je stvar govorčevih mentalnih procesov, zaradi česar lahko jezikoslovec način nastanka tvorjenke le interpretira. Pri pomenskoskladenjskem vidiku postane predmet preučevanja jezikoslovčevo ugotavljanje načina nastanka jezikovne danosti. Sintetični pristop skuša odgovoriti na vprašanje, kako  tvorjenka nastane, obenem je pa zaradi narave predmeta preučevanja dopustne več interpretativnosti.

- V četrti izdaji Slovenske slovnice iz leta 2000 je Jože Toporišič zloženke podobno kot v prejšnjih razdelil glede na njihovo besedno vrsto (samostalniki, pridevniki, glagol), nato pa notranje glede na vrsto besedotvornega obrazila. Samostalniške zloženke so medponsko-priponske, samomedponske. Pridevniške zloženke so medponsko-priponske, samomedponske. Glagolske zloženke so redke. Jože Toporišič je v tej izdaji Slovenske slovnice zloženke v uvodu predstavil sintetično, v jedru pa (oblikovni in pomenski) analitični vidik zlaganja oziroma zloženk. Novost od prejšnjih izdaj slovnice je uvedba delitve zloženk glede na vrsto besedotvornega obrazila ter določitev besedotvornih pomenov posamezni vrsti zloženk. Podobno kot Ada Vidovič Muha, toda drugače od Antona Breznika, tudi Jože Toporišič izhaja iz drugotnih besedotvornih pomenov zloženk (dejanje → rezultat dejanja, prostor oziroma čas, snov; lastnost → prostor oziroma čas, snov), določljivih na osnovi leksikalnega pomena zloženke, posledica česar je pojavljanje besedotvorne večpomenskosti pri isti zloženki (primer: zloženka trómostôvje ima besedotvorni pomen konkretizirana lastnost in prostor). Jože Toporišič je v skladu z metodološkim pluralizmom integriral sintetični in analitični pristop pri obravnavi zloženk ter ohranil ravnovesje med predstavitvijo njihovih oblikovnih in pomenskih značilnosti.